# 大杉正明
大杉 正明（おおすぎ まさあき、1947年1月15日 - ）は、日本の英語学者。清泉女子大学名誉教授。NHK英語教育番組などにて英会話講師を28年間ほど務める。

## 経歴
静岡県伊東市に出生。大学進学後に松本亨の英会話番組やFENをラジオで聴きはじめ、小説や戯曲の読書を通して英語を習得。明治学院大学文学部英文科卒、同大学院修士課程修了。清泉女子大学文学部英語英文学科教授。2017年定年退職、名誉教授。この間、1998年から1999年にかけてエクセター大学客員教授。
NHK語学講座番組に1982年から携わり1987年-1992年「英語会話」、1992年-1997年「英会話」、2003年に「いまから出直し英語塾」で講師を務める。また、その後「シニアのためのものしり英語塾→ものしり英語塾→英語ものしり倶楽部」でも講師を務め自身の趣味である駄洒落を交えて講義する。
2006年から2010年までポッドキャスティングによる英会話講座「Cross-Cultural Seminar」を担当。
現在はNHKラジオ第1放送毎月第2日曜深夜0時からの「ラジオ深夜便　名画・名曲・名セリフ」のコーナーパーソナリティとして、映画作品・音楽作品に出てくる名言を説明。
後に「オトナの教養講座」（英語）＝「英語に関する四方山話」（20分間ほど）「月に1回」を2017年3月まで担当している。
2021年11月より、NHK連続テレビ小説「カムカムエブリバディ」と連動のNHKラジオ第2放送の「ラジオで！カムカムエヴリバディ」で講師を担当。2022年4月8日放送の「カムカムエヴリバディ」本編最終回（第112回）では、ラジオ英語講座の講師役としてマーシャ・クラッカワーと共に声の出演を果たす。なお、このラジオ英語講座は、実際には放送されていない架空の番組である。

## 著書
- 『シリーズ英語再入門 2　英会話』大修館書店 1986
- 『決定版!NHKラジオ英会話キーフレーズ集』日本放送出版協会 1996
- 『NHKラジオ英会話一発表現300 このひと言で伝わる!』日本放送出版協会 1997
- 『イギリス英語はおもしろい』DHC 1999
- 『英語の発音 実践オーラルコミュニケーション』一橋出版 1999
- 『イギリス英語はおもしろいLIVE! (CD book)』DHC 2010
- 『あじのひものとビーフステーキ 大杉正明の英語でこぼこの道』DHC 2017

### 共編著・監修
- 『NHKサウンドペディア』全6巻 谷口幸夫共著 日本放送出版協会 1994-95
- 『耳で聞く日本 Today's Japanより』石田雅近,小西康夫共編著 朝日出版社 1995
- 『What's new? NHKラジオ英会話リスニング・テキスト 2-3』監修, DHC出版事業部 編. DHC 1997-98
- 『大杉正明のwhat's new today?』監修, イーオン・デジタル・ワークス編著. DHC, 2004
- 『ドラマで英語リスニング バンクーバー・ストーリー』監修, イーオン・デジタル・ワークス編著. DHC, 2004
- 『大杉正明のcross-cultural seminar』1-3　スーザン岩本共著 DHC 2008-13